# Phaea maxima
Phaea maxima là một loài bọ cánh cứng trong họ Cerambycidae.